# Ensorcelées
Pour plus de détails, voir Fiche technique et Distribution.
Ensorcelées (Streghe) est un film d'épouvante italien réalisé par Alessandro Capone et sorti en 1989.

## Synopsis
Après avoir transmis son héritage diabolique à une petite fille, la sorcière Helena est brûlée vive par les habitants de son village, bien que le prêtre local pensait qu'un exorcisme aurait suffit. Bien des années plus tard, un groupe de jeunes gens se réunit dans la maison où cette sorcière a vécu, car elle appartient à la famille de certains d'entre eux. Les propriétaires de la maison sont Ed et Carol, qui n'ont eu connaissance de l'existence de la demeure qu'après la mort mystérieuse de leurs parents. Après que certains d'entre eux ont eu des visions de la fille qui vivait avec la sorcière et que l'une d'entre eux (Simona) a révélé son intérêt pour l'occultisme, les activités quotidiennes des vacanciers sont interrompues par des événements de plus en plus troublants. Lorsque certaines des filles sont possédées par la sorcière et commencent à décimer leurs compagnons, les survivants parviennent à entrer en contact avec le prêtre qui a participé à l'exécution de la sorcière.

## Fiche technique
- Titre français : Ensorcelées
- Titre original italien : Streghe[1]
- Réalisation : Alessandro Capone
- Scénario : Alessandro Capone, Rosario Galli
- Photographie : Roberto Girometti
- Montage : Franca Silvi
- Musique : Carlo Maria Cordio
- Décors et costumes : David Minchiello
- Production : Alessandro Capone, Mauro Mongi, Giuseppe Pedersoli
- Sociétés de production : United Entertainment Corporation, Numero Uno International
- Pays de production :  Italie
- Langue originale : italien
- Format : Couleurs - 2,35:1 - Son Dolby - 35 mm
- Genre : Film d'épouvante
- Durée : 96 minutes
- Dates de sortie :
  - Italie : 26 mai 1989

## Distribution
- Amy Adams : Susan
- Ian Bannen : Père Matthew
- Pierre Agostino : Père Gabriel
- John Boyd : le méchant
- Deanna Lund : Helena
- Jon Freda : Alex
- Jeff Bankert : Mike
- Michelle Vannucchi : Carol

## Production
Ensorcelées est le premier film réalisé par Alessandro Capone, qui avait déjà travaillé comme scénariste depuis le milieu des années 1970, notamment pour quelques films d'horreur comme Body Count de Ruggero Deodato. Capone a déclaré qu'il était un passionné de films d'épouvante et qu'il voulait que son premier film soit un film d'épouvante. Il a demandé au distributeur international Manolo Bolognini de lui accorder une avance sur recettes pour l'aider à démarrer le projet. Le film a été tourné en partie à Rome, mais principalement en Floride,.

## Exploitation
Ensorcelées est distribué en Italie sous le titre Streghe par Titanus le 26 mai 1989. Le film est sorti au Royaume-Uni sous le titre Witch Story, dans les autres territoires anglais sous le titre Superstion 2 en raison de ses similitudes avec le film Superstition (en),. En Allemagne, le film est sorti en tant que suite du film Ma belle-mère est une sorcière de Larry Cohen qui s'intitulait Tanz der Hexen, Ensorcelées s'intitulant Tanz der Hexen Teil 2,.